# 白い蝶のサンバ
「白い蝶のサンバ」（しろいちょうのサンバ）は、1970年1月25日に発売された森山加代子のシングル。 　

## 概要
作詞は阿久悠、作曲は井上かつおによる。阿久悠の初期の代表作であり、阿久の作詞作品で最初のオリコン1位獲得曲となった。
それまでの森山のイメージとは違った早口言葉のような出だしのサンバの軽快なリズムにのせた純国産のポップな歌謡曲で、大ヒットし48万枚のセールスを記録した。
「月影のナポリ」などのヒット以降、低調だった森山は本楽曲で大復活を遂げたが、本楽曲をリリースすることになったきっかけは、前年に、出演中の新潟のクラブの楽屋にやって来た水原弘が、もう一度メジャーでやってみないかと励ましたことである。その際、森山自身が数曲の候補曲の中から本楽曲を選定した。
森山は本楽曲で1970年の『第21回NHK紅白歌合戦』に8年ぶり4度目の出場を果たした。
オリジナル7インチシングル盤には二種類ジャケットが存在する。1つは折り畳みで全身が写っているもの、もう1つは「花喰う蟲のサンバ」と同じ衣装で空色を背景に上半身が写っているものである。「花喰う蟲のサンバ」は1970年11月発売であるため、後者の方が後に制作されたものである。
シンガポールでは張小英によって「難得幾回酔」のタイトルで北京語カヴァーされている。

## 収録曲
1. 白い蝶のサンバ（2分56秒）
作詞：阿久悠　作曲：井上かつお　編曲：川口真
2. 恋は今死んだ（2分43秒）
作詞：阿久悠　作曲：井上かつお　編曲：川口真

## カヴァーした歌手
- 由紀さおり (1970年、アルバム『あなたと夜と音楽と-由紀さおりの魅力』に収録)
- 黛ジュン (1970年、アルバム『自由の女神』に収録)
- 伊東ゆかり (1970年、アルバム『ゆかりの贈りもの』に収録)
- 平山みき (2019年、アルバム『昭和歌謡を唄う』に収録)
- 一青窈（アルバム『歌鬼 (Ga-Ki) 〜阿久 悠トリビュート〜』）
- D-LOOP（アルバム『VELFARRE J-POP NIGHT presents DANCE with YOU』）
- モーニング娘。（アルバム『COVER YOU』）
- 島谷ひとみ（アルバム『BEST & COVERS』）